# Pachythrix axia
Pachythrix axia là một loài bướm đêm trong họ Noctuidae.